# Naturpark Thüringer Wald

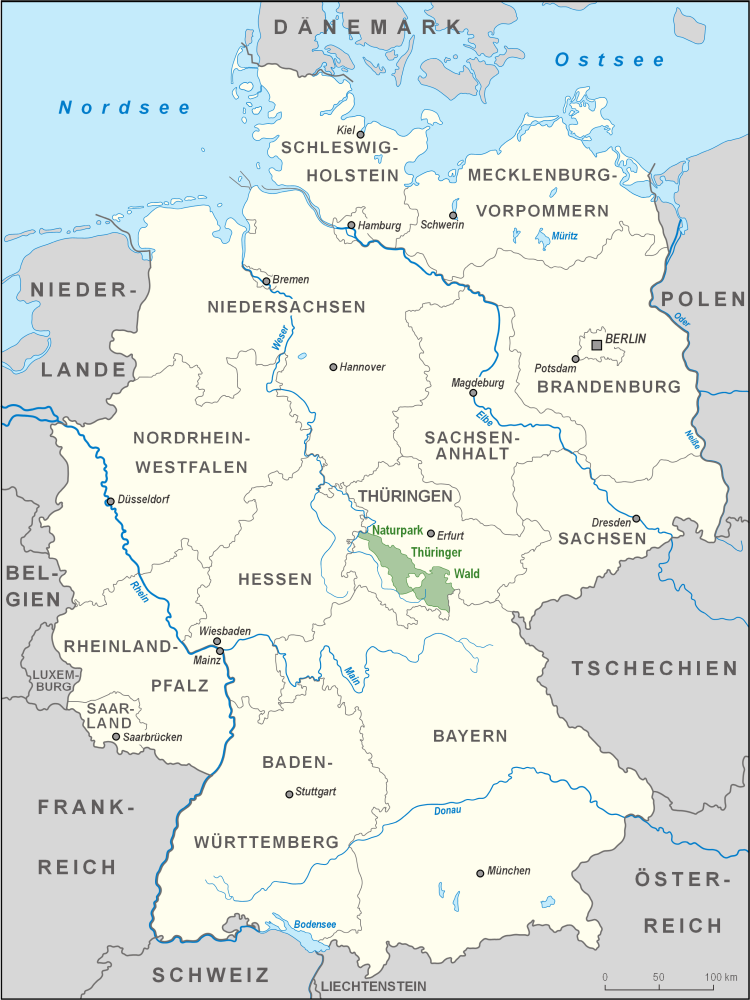
Lage des Naturparks Thüringer Wald

Logo

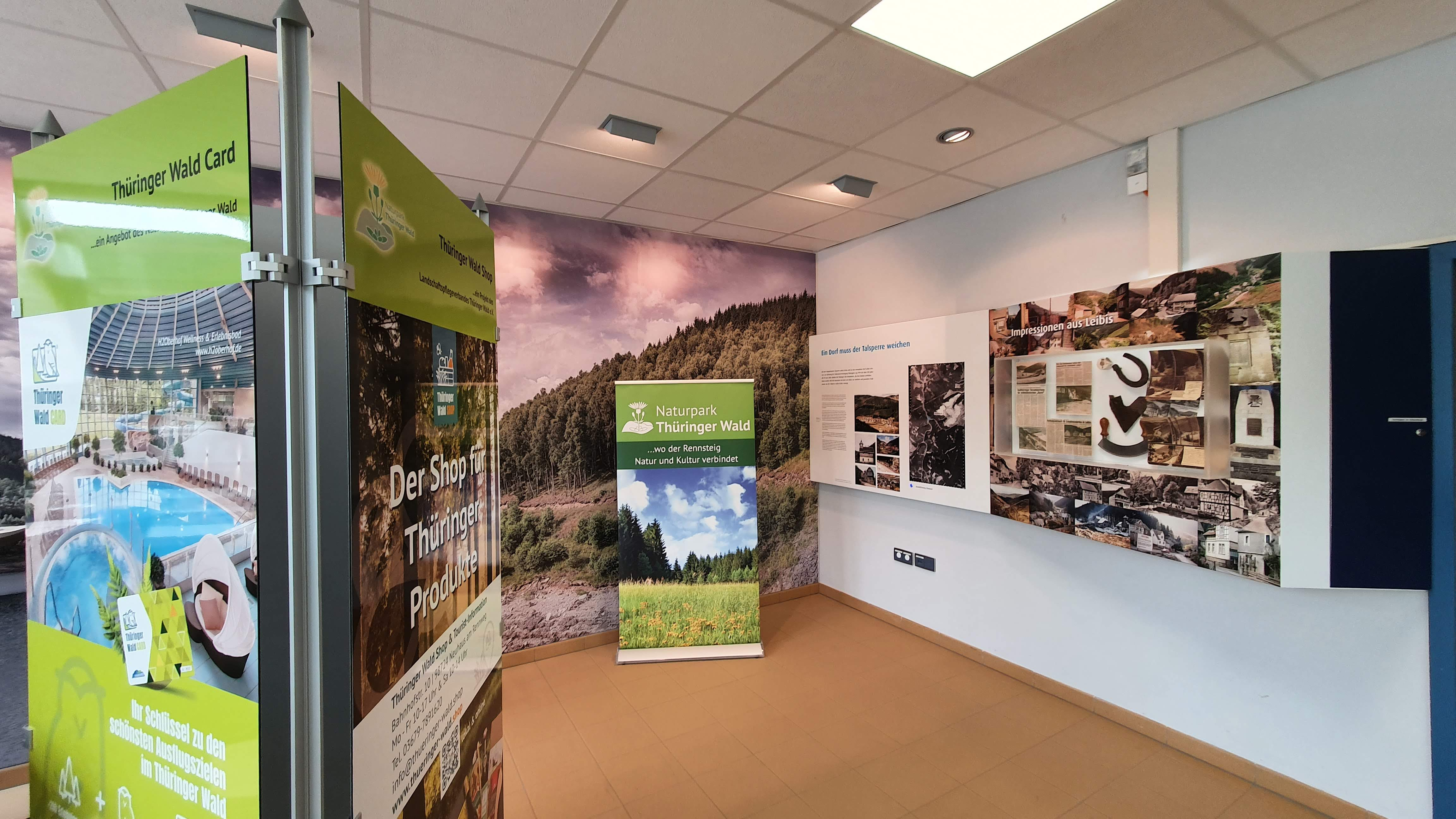
Besucherzentrum an der Talsperre Leibis/Lichte

Der Naturpark Thüringer Wald erstreckt sich über das Gebiet rund um den Rennsteig im Thüringer Wald, im Hohen Thüringer Schiefergebirge mit dem Schwarzatal und an der Westflanke des Frankenwaldes zwischen Eisenach im Nordwesten und Sonneberg im Südosten. Er umfasst unter anderem die sogenannte Talsperrenregion um die Alte Gothaer Talsperre (auch Talsperre Tambach-Dietharz genannt), die Schmalwasser-, die Ohra- sowie die Lütschetalsperre, die Talsperre Erletor, die Talsperre Schönbrunn am Übergang vom Thüringer Wald zum Schiefergebirge, aber auch das Schwarzatal mit der Talsperre Scheibe-Alsbach und dem Pumpspeicherwerk Goldisthal und das Lichtetal mit der Trinkwassertalsperre Leibis-Lichte. Das 170 km² große Biosphärenreservat Vessertal-Thüringer Wald wird vom Naturpark umschlossen. Höchste Erhebungen im Naturpark Thüringer Wald sind der Große Beerberg (982 m ü. NN) und der Schneekopf (978 m ü. NN) im Thüringer Wald. Der Große Farmdenkopf im Thüringer Schiefergebirge erreicht 869 m ü. NN, die Berggipfel Kieferle (867 m ü. NN) und Bleßberg (865 m ü. NN) sind fast gleich hoch. Der Naturpark Thüringer Wald schließt sich unmittelbar an die Naturparks Frankenwald und Thüringer Schiefergebirge-Obere Saale an. Zusammen bilden die drei Naturparks ein geschlossenes Naturparkgebiet mit ca. 4000 km².
Aufgrund der Querriegelwirkung des Thüringer Waldes und des Thüringer Schiefergebirges zur europäischen Hauptwetterrichtung ist das Klima in den Höhenlagen sehr rau. Typisch sind hier im Durchschnitt relativ kalte, feuchte Sommer und lange und schneereiche Winter, in denen Tiefsttemperaturen erreicht werden können, die in einem mitteleuropäischen Mittelgebirge in dieser Höhe über NN nicht unbedingt zu erwarten sind. Dadurch ist insbesondere in den Kammlagen am Rennsteig eine für Mitteldeutschland überdurchschnittliche Schneesicherheit gegeben, die über einen relativ langen Jahreszeitraum Wintersport und naturnahen Wintersporttourismus ermöglicht. Dementsprechend werden auf den Wanderwegen rund um den Rennsteig im Winter Loipen gespurt. Das Reizklima bringt einen hohen Erholungswert und einen nachgewiesenen therapeutischen Nutzen bei Atemwegserkrankungen oder Hautekzemen mit sich. Viele Orte sind staatlich anerkannte Erholungsorte.
Durch Stau der hohen Niederschlagsmengen sind stellenweise Hochmoore entstanden. Davon abgesehen dominieren großflächig zusammenhängende Fichtenbergwälder die Vegetation, die forstwirtschaftlich genutzt werden, als naturferne Monokultur aber krankheits- und windbruchanfällig sind. Nur an wenigen Steilhängen finden sich noch Buchenhaine, Laub- und Mischwälder, seltener Lärche, Preiselbeere, Heidelbeere und Waldsauerklee. An Waldwegen und Lichtungen ist der Rote Fingerhut verbreitet. Auf den Bergwiesen aus Borstgrasrasen und Goldhafer gibt es vereinzelte Vorkommen der Besenheide und seltener auch der Arnika. Brachliegende Ackerterrassen sind mit Sauerampfer durchsetzt. Die ausgedehnten Wälder bieten Rückzugsmöglichkeiten für große Populationen von jagdbarem Großwild, wie Rothirsch, Reh und Wildschwein, für Rotfuchs, Dachs, Eichelhäher und Waldkauz.
In den Forstämtern Neuhaus und Gehren wird das einst heimische Auerhuhn wieder angesiedelt. Hierfür werden 5.000 ha Forst zu lichten und krautschichtreichen Nadelmischwäldern mit Mauserplätzen, Schlafbäumen und einem hohen Altholzanteil umgestaltet, begleitet von Wegesperrungen während und nach der Auswilderung und einem sanften Rückbau des Wanderwegenetzes in unmittelbarer Nähe des Lebensraumes der sensiblen Tiere.
In geeigneten Habitaten lebt die Rote Waldameise, gefasste Waldquellen nutzt der Feuersalamander als Versteck, Teiche werden von Bergmolch und Kammmolch bewohnt. Das feuchte Klima bietet gute Bedingungen für reiche Vorkommen verschiedener Pilze, wie Maronenröhrling, Fichtensteinpilz, Gemeines Stockschwämmchen, Goldgelbe Koralle, Krause Glucke u. a. und Moose, auch Isländisches Moos findet sich hier.
Im Gegensatz dazu ist das Klima in den geschützten Tallagen deutlich milder. Sie sind Lebensraum seltener Pflanzen und Tiere, wie Lungen-Enzian, Eisvogel und Wasseramsel. In den Gewässern sind oft Bachforelle und Schleie zu finden. Für die Feuchtwiesen sind Ackerschachtelhalm und Trollblume typisch.

## Naturparkinformationszentren
- Naturparkinformationszentrum Bad Liebenstein / OT Altenstein (Thüringer Wald) bei Schloss Altenstein
- Naturpark-Geschäftsstelle in der ehemaligen Schule in Friedrichshöhe (Thüringer Schiefergebirge)
- Natur- und Geoparkinformation mit Ausstellung auf dem Großen Inselsberg (Mittlerer Thüringer Wald)
- Haus der Natur im ehemaligen Gasthaus „Zum fröhlichen Mann“ in Goldisthal (Thüringer Schiefergebirge)
- Naturparkinformationszentrum Oberhof (Mittlerer Thüringer Wald) im Rennsteiggarten Oberhof
- Naturpark- und Touristinformation Ohrdruf (Mittlerer Thüringer Wald)
- Naturpark- und Touristinformation Ruhla (Mittlerer Thüringer Wald)
- Touristinformation- und Naturparkcenter im Hauptbahnhof Sonneberg (Thüringer Schiefergebirge – Frankenwald)
- Natur- und Geoparkinformation und Rennsteig-Imbiss an der „Kalten Küche“ in Spechtsbrunn (Thüringer Schiefergebirge – Frankenwald)
- Besucherzentrum an der Talsperre Leibis/Lichte